# Народная этимология
Народная этимология (наивная этимология,  популярная этимология, преобразование по аналогии, повторный анализ, морфологический повторный анализ или этимологическое переосмысление, ложная этимология) — осмысление носителями языка происхождения слова, которое основано на ошибочном понимании его этимологического состава и изменение слова или фразы в результате замены незнакомой формы на знакомую.
Часто возникает при освоении заимствований, также в диалектной речи, просторечии. Основными причинами возникновения народной этимологии являются непонимание носителями языка реальной мотивационно-этимологической связи определённого слова с производящим его словом, «затемнение» данной связи по причине трансформации формы и значения производного слова (деэтимологизация), стремление включить слово в понятные носителям мотивационные связи с другими словами.
Народная этимология представляет собой продуктивный процесс в исторической лингвистике, языковых изменениях.
Термин народная этимология (нем. Volksetymologie) введён немецким лингвистом Эрнстом Фёрстеманном в 1852 году.

## Виды
Выделяются два основных вида народной этимологии.
В первом случае заимствованное (реже родное) слово искажается и переосмысливается по образцу близкого ему по звучанию слова родного языка, которое отличается от него по происхождению: «спинжак» (по связи со спиной) вместо «пиджак» (в действительности от англ. peajacket ‘жакет из грубого сукна’), «полуклиника» («полу-»+ «клиника») вместо «поликлиника», «гульвар» (сопоставление с глаголом «гулять») вместо «бульвар» (от нем. Bollwerk ‘земляной вал’), «полусад» вместо «палисадник», «палисад» (от фр. palissade — ‘частокол, дощатый забор, загородка, живая изгородь’), «скупилянт» вместо «спекулянт» (сопоставление с глаголом «скупать») и др. Такие случаи встречаются главным образом в народной речи, и с распространением грамотности их число снижается. Подобные искажения часто используют в художественной литературе, чтобы подчеркнуть народный характер повествования или прямой речи. Так, изобилует ими повесть Н. С. Лескова «Левша»: «свистовой» (вместо «вестовой»), «мелкоскоп» (вместо «микроскоп»), «студинг» (вместо «пудинг»), «клеветон» (вместо «фельетон») и др. С другой стороны, нередко слова искажаются и переосмысливаются сознательно, в том числе в СМИ: «прихватизация» вместо «приватизация», «зряплата» вместо «зарплата», «журнализы» вместо «журналисты», «дерьмократы» вместо «демократы», «маркетолухи» вместо «маркетологи» и др.
Во втором случае искажения слова не происходит, однако его происхождение объясняется на основе внешнего созвучия, не имеющего отношения к действительной этимологии. Так, слово «подушка» иногда возводят к словосочетанию «под ухом», хотя истинная этимология связана, видимо, с корнем «дух» (нечто «надутое»). Слово «трактир» нередко производят от слова «тракт» (некоторые трактиры располагались вдоль широких дорог — трактов), хотя термины происходят от разных латинских корней. Сочетание «малиновый звон» (в значении «приятный, стройный звон колоколов») ассоциируется с названием ягоды или малиновым цветом. В действительности сочетание восходит к названию бельгийского города Малин (ныне Мехелен), где находится старинный собор, при котором имеется специальная школа звонарей, своеобразных «малиновских» музыкантов, владеющих искусством игры на колоколах, и откуда в эпоху Петра I в Россию привозили особенно красиво звучавшие церковные колокола.

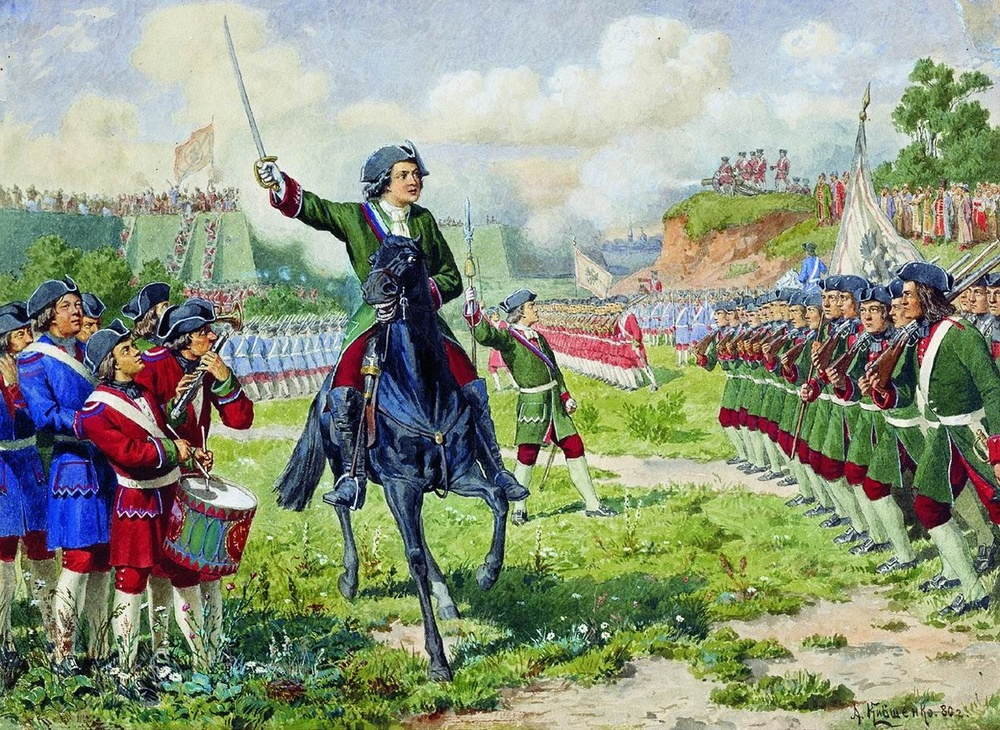
Пётр I, персонаж ряда топонимических легенд

Данный вид народной этимологии широко распространён в объяснении происхождения топонимов. Подобный вид устного народного творчества получил название топонимических легенд. По мнению Г. П. Смолицкой, данное явление обусловлено неизменным наличием у народа представления, «что название не может быть дано просто так, что оно дано в связи с каким-то необычным, важным событием». Так, название реки Яхрома объясняют тем, что супруга Юрия Долгорукого, оступившись близ неё, воскликнула: «Я хрома!». Название исторического района Санкт-Петербурга Охта связывают с Петром I, который, по легенде, провалился тут в грязь и впоследствии с горечью вспоминал об этом месте: «Ох, та сторона!». Название Рязань народная этимология производит от слова «резать» (так как тут была жестокая резня во время набегов кочевников) и т. п. Подчас подобные топонимические легенды могут читаться как анекдоты. И. А. Воробьёва приводит такой пример народной этимологии: «От Томска в километрах 35 была деревня Минаево. Там у одного крестьянина Михаила зародился непутёвый сын Григорий. Был он среднего роста, такой широкоплечий, сильный, хорошо боролся. Григорий подыскал себе лошадь, что перескакивала через любую изгородь, и стал грабить около одной деревни. Двигались мимо этой деревни все богатые, от них хорошо можно было поживиться. Если купцам удавалось проскочить эту деревню, рады были, и потому назвали её Проскоково. А уж как проскочат, — спокойно ехали, останавливались и начинали обед варить. Поэтому следующая деревня стала называться Варюхино. И сейчас так зовут».
Народно-этимологическая форма может сохраниться как единственная, что учитывается при этимологизации. Так, в современном русском языке слово «свидетель» связывается с глаголом «видеть» и понимается как ‘очевидец’. В действительности прежняя форма «съвѣдѣтель», имевшая значение ‘осведомлённый человек’, связано с глаголом «вѣдѣти» ‘знать’.

## Переразложение
Народная этимология может определять дальнейшую трансформацию слова. К народной этимологии близко примыкает явление переразложения, когда переосмысливается структура слова, обычно при заимствовании. Так, слово зонт образовано в результате переосмысления нидерл. zonnedeck (букв. «крыша от солнца»), которое было воспринято как имеющее уменьшительный суффикс -ик — зонт-ик. Далее, по аналогии с другими словами русского языка, имеющими такой же суффикс, было образовано слово зонт, обозначающее предмет уже не маленьких, а нормальных размеров.

## В китайском языке
Ввиду обилия в китайском языке омофонов китайские авторы с древности прибегали к «народно-этимологическим» приёмам для обсуждения значения и происхождения слов (т. н. «шэнсюнь»). Роберт ван Гулик в своей работе «Гиббон в Китае» приводит достаточно типичный пример из фармацевтической энциклопедии времён Минской династии (XVI век) «Бэньцао ганму». Её составитель, Ли Шичжэнь, ссылаясь на своих отдалённых предшественников, объясняет происхождение слов míhóu (猕猴) 'макака', его устаревших форм mùhóu (沐猴, буквально «моющая(ся) обезьяна»), mǔhóu (母猴, буквально «мать-обезьяна»), а также и самого hóu (猴) «обезьяна» следующим образом:

Бань Гу в своём «Отчёте [о дискуссии в Зале] Белого Тигра» (白虎通) говорит: hóu (猴, «обезьяна», «макака») — то же самое, что hóu (候, «ждать»). Если [она] видит, что люди готовят пищу, она затаится в ожидании возможности [разжиться едой]. Сидит где-нибудь на высоте и смотрит во все стороны. Она умеет ждать! Макаки любят тереть своё лицо [лапами], как будто умываются (沐, mù). Так и стали говорить «mùhóu». А потом люди исказили «mù» (沐, мыть) в «mǔ» (母, мать). А дальше исказили «mǔ» в «mí» (猕). Вот так, ошибка за ошибкой, всё глубже и заблуждались!
Оригинальный текст (кит.)按班固白湖通云。猴候也。见人设食伏机。則憑高死望。善于候者也。猴好拭面如沐。故讲之沐。而后人讹为母。又讹母为猕。愈讹愈失矣。
Впрочем, по отношению к этому китайскому слову иные современные западные авторы тоже допускают немалый полёт фантазии. К примеру, американский синолог Виктор Меир возводит китайское míhóu «макака» через его предположительную древнекитайскую форму *mug-gug, к тому же африканскому корню, из которого происходит и слово «макака» в европейских языках. При этом китайское слово было документировано в течение не менее 2000 лет (с Ханьской династии), тогда как европейское принесено португальцами из одного из языков банту на атлантическом берегу Экваториальной Африки в XVII веке, и его первый слог «ма-» есть не что иное, как приставка множественного числа в африканском языке-источнике.